# De Campbells
De Campbells is een komische piratenstripreeks van de tekenaar en scenarist José Luis Munuera. De strip gaat over een legendarische piraat die de piraterij heeft verlaten om voor zijn twee dochters te zorgen, maar nog geregeld wordt geconfronteerd met zijn verleden.

## Publicatie
De strip wordt uitgegeven door uitgeverij Dupuis en verscheen voor de albumuitgaves van 2010 tot 2018 in delen in het Franstalig Belgisch striptijdschrift Spirou. Er zijn vijf albums met losse verhalen gepubliceerd, die bij elkaar ook als één verhaal kunnen worden gelezen.

### Albums
1. Inferno (Dupuis, 2014)
2. De gevreesde piraat Morgan (Frans: Le redoutable pirate Morgan, Dupuis, 2014)
3. De gijzelaar (Frans: Kidnappé!, Dupuis, 2015)
4. Het goud van San Brandamo (Frans: L'or de San Brandamo, Dupuis, 2016)
5. De drie vloeken (Frans: Les trois malédictions, Dupuis, 2018)